# Княжая (приток Унжи)
Княжая — река в Костромской области России, протекает по Межевскому и Кологривскому районам. Устье реки находится в 238 км от устья реки Унжа по левому берегу. Длина реки составляет 63 км, площадь водосборного бассейна — 726 км².
Река образуется слиянием рек Вынош и Святица в ненаселённом лесном массиве в 32 км к северо-востоку от Кологрива. Река образуется на севере Межевского района и протекает по Межевскому и Кологривскому району.
Генеральное направление течения юг, всё течение реки проходит по лесу. В среднем течении находится посёлок Советский, остатки нескольких покинутых деревень и развалины монастыря XVIII века Княжая пустынь, некогда привлекавшего многочисленных паломников и почитающегося святым местом. В устье реки село Ильинское.

## Притоки
(указано расстояние от устья)
- река Лавдуг (лв)
- река Каргуль (пр)
- 20 км: река Шашма (лв)
- 21 км: река Ульшма (пр)
- 50 км: река Анюж (пр)

## Данные водного реестра
По данным государственного водного реестра России относится к Верхневолжскому бассейновому округу, водохозяйственный участок реки — Унжа от истока и до устья, речной подбассейн реки — Бассей притоков Волги ниже Рыбинского водохранилища до впадения Оки. Речной бассейн реки — (Верхняя) Волга до Куйбышевского водохранилища (без бассейна Оки).
Код объекта в государственном водном реестре — 08010300312110000015464.